# Ганапольська Олександра Дмитрівна
Олександра Дмитрівна Ганапольська (нар. 2001, Житомир) — українська співачка, авторка і виконавиця власних пісень, солістка та співзасновниця гурту «Tember Blanche» (2020), учасниця талантшоу «Голос країни» (2021).

## Життєпис
Олександра Ганапольська народилася 2001 року в Житомирі.
Співає з дитинства.
Закінчила Інститут журналістики Київського національного університету імені Тараса Шевченка (2022).
24 липня 2019 року Олександра натрапила на Владислава Лагоду за його грою і попросила заспівати пісню. Так вони познайомилися, а вже у вересні почали зустрічатися. У 2020 році вони створили гурт «Tember Blanche».
У лютому 2021 року стала учасницею «Голосу країни», потрапила в команду Монатика. Кліп із виступом Олександри отримав близько півмільйона переглядів станом на 29 жовтня 2022 року. Згодом вона вибула на етапі боїв.
У 2021 році вийшла її авторська пісня «Вечорниці», яка станом на 29 жовтня 2022 року має більше 1 мільйона переглядів на YouTube каналі гурту. Згодом у результаті творчого тандему гуртів «Kalush» та «Tember Blanche» композиція отримала нову назву та звучання, а кліп «Калуські вечорниці» отримав понад 10 мільйонів переглядів і потрапив у тренди YouTube.
У 2022 році як солістка гурту «Tember Blanche» стала фіналісткою національного відбору пісенного конкурсу «Євробачення 2023».
Була вуличною музиканткою.

## Відзнаки
- друге місце конкурсу «Голос КНУ»[3].